# Elba, Minnesota
Elba là một thành phố thuộc quận Winona, tiểu bang Minnesota, Hoa Kỳ. Năm 2010, dân số của thành phố này là 152 người.

## Dân số
- Dân số năm 2000: 214 người.
- Dân số năm 2010: 152 người.